# Dalechampia stipulacea
Dalechampia stipulacea är en törelväxtart som beskrevs av Johannes Müller Argoviensis. Dalechampia stipulacea ingår i släktet Dalechampia och familjen törelväxter.

## Underarter
Arten delas in i följande underarter:
- D. s. major
- D. s. stipulacea